# 果蟎科
果蟎科（學名：Carpoglyphidae）是蛛形纲蜱蟎亞綱疥蟎目無氣門類之下的一個科。

## 分類
本科包括下列四個屬：
- 果蟎屬 Carpoglyphus Robin, 1869
- 嗜粪螨属 Coproglyphus Türk & Türk in Stammer 1957
- Dichotomiopus Fain & A. M. Camerik, 1978
- Pullea Canestrini, 1884